# کارزار نادر در غرب ایران
کارزار نادر در غرب ایران نام نبردهایی بود که توسط نادر علیه دشمن قدرتمندش یعنی امپراتوری عثمانی انجام گرفت. وی موفق شد مناطق غربی ایران را از زیر سلطهٔ عثمانی آزاد کند. البته سال بعد شاه طهماسب دوم کارزاری ناموفق علیه عثمانی به راه انداخت و منجر به از دست رفتن دوبارهٔ این مناطق گردید.
اولین لشکرکشی نادر به عثمانی اولین لشکرکشی او علیه شاید شدیدترین دشمنانش، یعنی عثمانی‌ها بود، جایی که او در فتح پیروز شد. با این حال، موفقیت‌های بزرگ لشکرکشی او زمانی که شاه طهماسب دوم تصمیم گرفت در غیاب نادر شخصاً فرماندهی تئاتر را به دست گیرد، نادر خشمگین را مجبور به بازگشت و اصلاح وضعیت پس از اجبار طهماسپ به نفع پسرش عباس سوم کرد.
عثمانی‌ها در اوایل دهه ۱۷۲۰ زمانی که حمله هوتکی‌ها به محمود اول علیه دولت صفوی آغاز شد، وارد مناطق غربی کشور شده بودند. محمود هوتکی در یک درگیری قاطع در نزدیکی گلن آباد، یک پیروزی شگفت‌انگیز در برابر ارتش ایران بسیار بزرگ‌تر (هر چند به شدت تقسیم‌شده) به دست آورد. مسیر ارتش شاهنشاهی به او اجازه داد تا به سمت اصفهان پایتختی که پس از یک محاصره ۶ ماهه به تصرف خود درآمد و باعث بدبختی ناشنیده و تلفات جانی در شهر شد، حرکت کند. در خلال هرج و مرج سرنگونی صفویان، تزاروم روسیه و امپراتوری عثمانی از این فرصت استفاده کردند و تا آنجا که می‌توانستند سرزمینی را به خاک خود ضمیمه کردند و ترکیه عثمانی غرب ایران را گرفت و قفقاز را با روس‌ها تقسیم کرد.
به زودی فاتحان هوتکی از طریق یک کودتا یک رهبر جدید را به عنوان پادشاه منصوب کردند که در آن محمود اول با پسر عموی توانا جایگزین شد. اشرف. اشرف به سمت غرب لشکر کشید تا جلوی توسعه بیشتر عثمانی‌ها را بگیرد و در کمال تعجب عثمانی‌ها را شکست داد. با این حال، نتیجه دیپلماتیک بسیار آشتی‌جویانه بود، زیرا عثمانی‌ها وعده به رسمیت شناختن اشرف را به عنوان شاه قانونی ایران در ازای تصدیق حکومت عثمانی توسط اشرف در سرزمین‌های جدید خود در قفقاز و غرب ایران دادند.
از آنجایی که نادر و اشرف در یک درگیری که سرنوشت کشور را تعیین می‌کرد، رودررو شدند، عثمانی‌ها خردمندانه از اشرف در برابر وفاداران صفوی به عنوان ایران قیام یافته تحت رهبری یک ژنرال جاه طلب و با استعداد که با موفقیت فتح سرخ می‌شد حمایت کردند. برای عثمانی‌ها نوید خوبی برای استان‌های تازه تصاحب شده‌شان نخواهد بود. علیرغم حمایت ترکها، نادر همچنان توانست در درگیری‌های متعدد نیروهای اشرف را به‌طور کامل نابود کند که منجر به برقراری مجدد دولت صفوی تحت حکومت اسمی طهماسب دوم شد. ترس استانبول محقق شده بود زیرا نادر مطمئناً به آزادسازی مناطق از دست رفته امپراتوری روی می‌آورد. با این حال، عثمانی‌ها نزدیک به یک دهه در غرب کشور حضور داشتند و چالشی بسیار بزرگ در برابر هرگونه تلاش برای بیرون راندن آنها از آنچه اکنون مرزهای شرقی امپراتوری آنها را تشکیل می‌داد، نشان می‌دادند.

## نبرد دره ملایر
نیروی عثمانی که در مقابل ارتش ایران قرار گرفته بود با تمام دشمنانی که ارتش ایران تا به اینجا با آن روبرو شده بود کاملاً متفاوت بود. مخالفان افغان و قبیله ای نادر تقریباً به‌طور کامل فاقد هر گونه واحد پیاده یا توپخانه بودند (به استثنای نبرد مورچه خورت) که در عوض تقریباً منحصراً از جنگجویان سواره عالی تشکیل می‌شد.
اکنون نادر با دشمنی روبرو شد که از بسیاری جهات ترکیب خود ارتش ایران را در ساختار و همچنین انواع واحدهای تشکیل دهنده منعکس می‌کرد. ترکها خود را به موازات نهری که از میان دره می‌گذرد کشیده بودند، در طرف دیگر آن نادر افراد خود را در سه بخش جداگانه مستقر کرد و خود را در مرکز قرار داد. هنگامی که دو ارتش در فاصله تفنگی از یکدیگر قرار گرفتند، آتشی عمومی در تمام طول خط رخ داد، با دود ایجاد شده از تفنگ‌ها و توپ‌ها که بر روی آب کم عمقی که دو ارتش را از هم جدا می‌کرد، رقصید و ایرانیان و عثمانی‌ها را پنهان کرد. از دید یکدیگر نادر در زیر نقاب دود شروع به تقویت کرد و جناح راست خود را برای قمار جسورانه آماده کرد.
نادر دستور داد که یک رانش ناگهانی توسط جناح راستش در عرض رودخانه انجام شود. ایرانیان از میان ابرهای دودی که پیشروی آنها را پنهان کرده بود، ظاهر شدند و عثمانی‌ها را که از ظاهر غیرمنتظره دشمن که ظاهراً از هوا خارج شده بودند، خیره شده بودند، به آشوب انداختند. درگیری شدید چند ساعته دنبال شد و عثمانی‌ها تلاش کردند سمت چپ آنها را نجات دهند، بی‌نتیجه. هجوم جناح راست ایرانی بیشتر به گوشت جناح چپ ترکان برید و کشته شدن رئیس عثمانی بنرمن باعث شد که ارتش بسیار بی روحیه دم برگرداند و بگریزد و سواره نظام ایرانی در تعقیب تعداد زیادی از مردان را برید و زندانی کرد. پیروزی روشنی به دست آمد و راه همدان را برای سپاهیان نادر باز کرد.

## نادر به سمت شمال می‌چرخد
نادر پس از آزادسازی همدان به همراه ۱۰۰۰۰ سرباز ایرانی زندانی، کرمانشاه را به دست آورد و بدین ترتیب بخش‌های وسیعی از غرب ایران را از سلطه عثمانی‌ها آزاد کرد. او با پشت سر گذاشتن یک موقعیت مستحکم، اکنون ارتش خود را به آذربایجان منتقل کرد و در ۱۲ اوت تبریز را گرفت و ارتشی را که (خیلی دیر) برای تقویت تبریز فرستاده بود، درهم شکست. با اسیران ترک با مهربانی رفتار شد و نادر بسیاری از پاشاها را آزاد کرد و آنها را با پیام‌های صلح به قسطنطنیه (استانبول) فرستاد. نادر در یک لشکرکشی برق آسا تمام استان‌های اصلی قلب ایران را دوباره به هم پیوسته بود.